# Iglesia de San Andrés Apóstol (Benimeli)
La iglesia parroquial de San Andrés Apóstol se sitúa en la población española de Benimeli, en la provincia de Alicante. Se trata de un edificio religioso, construido en la primera mitad del siglo XVIII, en sustitución de otro templo más antiguo.
Fue a iniciativa del reverendísimo Dámaso Domenech Ferrer, ya que fue durante su ministerio, cuando se realizaron las obras de esta iglesia. Sus restos mortales reposan en el altar mayor.
De planta de cruz griega, y cubierta por una bóveda de cañón. Consta de cuatro capillas laterales dedicadas a diferentes santos, tres en el lado izquierdo y una en el derecho. Una de ellas está dedicada al Santísimo Ecce-Homo, patrón de la localidad. Fue reconstruida en 1920 y cubierta con una cúpula.
Se puede contemplar el retablo del altar mayor dorado en oro fino, y presidiendo este, la imagen de San Andrés, titular de la parroquia. Se encuentra acompañado por la imagen de la Inmaculada Concepción y del Sagrado Corazón de Jesús, situadas en dos capillas laterales, y una pintura del Santísimo Ecce-Homo sujeta por dos ángeles en la parte superior del retablo.
De los sucesos de la Guerra Civil, pudo salvarse la capa del Santísimo Ecce-Homo (siglo XIX), un cáliz (siglo XVIII), la custodia (siglo XVIII) y un cuadro de San Andrés Apóstol (siglo XVIII).
El día nueve de noviembre de 1761, el Señor tomó posesión de esta iglesia, quedándose allí sacramentado. Cada año se celebra este hecho con gran solemnidad, fiesta llamada "El Reservat".
Fue erigida parroquia en 1991 y dedicado el templo en 2001, ya que era aneja a la parroquia del Ráfol de Almunia desde 1535 (el antiguo templo).

## El campanario
Hasta el año 1944, en lugar de campanario, había una espadaña con dos campanas en la fachada principal de la iglesia. Durante la Guerra Civil se fundieron las campanas para hacer metralla. Acabada la contienda, los vecinos del pueblo de Benimeli, hicieron varios teatros durante dos años para comprar dos campanas nuevas. Después se empezó el campanario, construido por todo el pueblo por turnos. La piedra y la arena se sacaba de la mina del pueblo, y se bajaba con burros hasta la iglesia. Acabada la obra se colocaron las campanas, que se bautizaron con los nombres de María, la campana grande, con 71 cm de diámetro, y San Andrés, la pequeña, con 57 cm de diámetro.

## Imagen de San Andrés Apóstol
El motivo de esculpir la actual imagen de San Andrés, fue el de ocupar el lugar de la antigua del siglo XV que fue pasto de las llamas en la Guerra Civil.
Las personas delegadas por la comisión del titular de la parroquia fueron Vicente Sala Savall, cura de la localidad, y Bartolomé Doménech Lull, alcalde de la misma. Estos se trasladaron a Valencia, con el fin de encargar la actual imagen, y después de efectuar varias visitas, optaron por dejar el encargo al célebre escultor Vicente Rodilla, de fama reconocida en toda la región. Si bien se ha de reconocer que fijó en ella sus más delicados sentidos artísticos, por lo que para que no fallara su inspiración estudió personalmente la más delicada obra de San Andrés, de Salcillo, que se encuentra en la catedral de Murcia y que para tal efecto la visitó.
La imagen de madera tallada, antes de su terminación estuvo expuesta en la Feria Muestrario Internacional de Valencia, y después de terminada dicha imagen se expuso nuevamente en el mercado de Artesanía. Ante tan magna obra, el artista Vicente Rodilla se vio complacido con infinidad de felicitaciones, entre las que destacaron la del ministro de Industria, alcalde de Valencia, presidente de la Diputación Provincial, delegado de Hacienda y el señor arzobispo.
El nueve de octubre del año 1950 se trajo la imagen a la localidad de Benimeli, y se hizo entrega al artista del importe de su costo que ascendió a 20.000 pesetas de la época. El día dieciséis del citado mes de octubre la imagen fue bendecida y llevada en procesión a la iglesia, acompañada por todo el pueblo y numerosos visitantes de los pueblos vecinos, siendo coreada por la renombrada Banda de Música de Benifairó de la Valldigna, sentándola en el Altar Mayor.

## Imagen del Santísimo Ecce-Homo patrón del pueblo de Benimeli
La actual imagen del Santísimo Ecce-Homo data del año 1940, fue sufragada por todo el pueblo, siendo obra del escultor Pío Mollar Franch. Esta se encargó para ocupar el lugar de la antigua imagen, destruida en la Guerra Civil, que según datos podidos recoger en escritos archivados, databa del año 1780. En el año 1865, por inscripción popular, y por donativos de todos los vecinos de la localidad, es cuando se confeccionó la capa que luce la imagen en las Fiestas Mayores, pieza que pudo salvarse de la Guerra Civil, y que aún se conserva.
Desde el año 1828, en la semana de pasión, se celebra la Novena en su honor.

## Capilla de la Virgen del Rosario
El año 1950, por mediación del cura Vicente Sala Savall y los feligreses, se compraron la imagen y la capilla que la transporta con fondos de la parroquia. Su función era que la Virgen fuera de casa en casa y que permaneciera un periodo de veinticuatro horas con cada familia. Fue bendecida el primer domingo de octubre de dicho año.
En la actualidad, los vecinos del pueblo de Benimeli siguen la tradición y la Virgen visita una casa cada día. Es transportada de casa en casa, de vecino a vecino, manualmente; la familia que tiene la Virgen es la encargada de llevársela a su vecino.

## Otras imágenes veneradas en la Iglesia
Acabada la Guerra Civil la Iglesia quedó sin imágenes ni altares y los feligreses comenzaron la restauración del templo.
Las imágenes siguientes fueron donadas por diferentes familias del pueblo de Benimeli.
- Imagen de San José, que se bendijo el segundo domingo de octubre del año 1940.

- Imagen de Santa Rita, que data del año 1940.

- Imagen de la Virgen de los Desamparados, de 1940.

- Imagen de la Inmaculada Concepción, de 1941, y costeada por la congregación de las hijas de María.

- Imagen del Sagrado Corazón de Jesús, que se bendijo en junio de 1945, sufragada por la congregación del Sagrado Corazón de Benimeli, y que alberga en el interior un escrito de la maestra Dª Consuelo Sanchis.

- Imagen de San Antonio Abad, que se bendijo durante las fiestas patronales del año 1954.

- Imagen de la Virgen del Rosario, bendecida el primer domingo de octubre del año 1955. En su honor se celebra cada año la procesión del Rosario de la Aurora al amanecer, convertida ya en tradición local.

- Datos: Q5909890
- Multimedia: Església de Sant Andreu de Benimeli / Q5909890